# Molotovcocktail
- Övre vänster: Tänd brännflaska redo att kastas.
- Övre höger: Användning av molotovcocktail vid upplopp.
- Undre vänster: Kastövning av brännflaska.
- Undre höger: Finsk molotovcocktail.

Brännflaska, populärt kallad molotovcocktail, är ett enkelt brandkastvapen som består av en fragil behållare fylld med brandfarlig vara apterad med antändningsmedel (vanligtvis en glasflaska fylld med brandfarlig vätska som förslutits med en textiltrasa ämnad som veke). Vid användning antänds antändningsmedlet och flaskan kastas mot ett mål. Vid anslag går flaskan sönder och sprider ut sitt lättantändliga innehåll, varvid antändningsmedlet antänder vätskan och sätter eld på närområdet.
Brännflaskor är både enkla att tillverka och skaffa ingredienserna till, varvid de vanligt förekommer i gerillakrig och vid gatuupplopp. De är enkla att använda och har en mycket effektiv relativ vapenverkan. Typiska mål är skyttegravar, bunkrar, byggnader och oskyddade fordon. Traditionellt är de dock huvudsakligen avsedda för bekämpning av pansarfordon, där de kastas över motordäcket i syfte att komma åt fordonens interna system genom ventiler eller glipor. Brandfyllning som inte antänds vid anslag kan då även sippra in i fordonen och öka möjligheten för intern brand. Koppling, motor och avgassystem hos pansarfordon genererar extremt hög värme under gång och kan antända den insipprande brandfyllningen vid kontakt. Av denna anledning kastas brännflaskor ibland otända med avsikten att mer brandfyllning kommer in i pansarfordonet och ökar chansen för intern brand. Väl i brand skadas metallen i fordonet genom upphettning, och kan expandera, förvrängas eller spricka. Även om branden inte når fordonsbesättningens stridsrum kan värmen som överförs genom fordonets väggar senare tvinga ut besättningen. Historisk användning av brännflaskor mot pansarfordon och liknande har lett till att avancerat brandskydd och brandsläckningsanordning blivit standard hos pansarfordon. Brännflaskor har därför nedsatt och begränsad verkan mot pansarfordon i modern tid.
Brännflaskor förekommer under flera olika klassifikationer och namn världen runt. Vanliga synonymer är brandbomb, brandgranat och brandhandgranat, etc. I den svenska armén klassas brännflaskor historiskt som brandmateriel.

## Etymologi

### Molotovcocktail
Benämningen molotovcocktail uppkom under det finska vinterkriget (1939–1940) då finländarna döpte vapentypen efter den dåvarande sovjetiske utrikesministern Vjatjeslav Molotov som en förolämpning.
Idén kommer ursprungligen från den brandbombning som Sovjet utövade på de finska städerna under kriget. De sovjetiska brandbomberna fälldes med så kallade bombkapslar, stora bomber fyllda med ett flertal mindre bomber som under fällning sprids ut över ett större område. Som del av Sovjets propaganda påstod Vjatjeslav Molotov att dessa bombkapslar var fyllda med matransoner och förnödenheter ämnade till den nödställda finska civilbefolkningen. Av detta döpte den finska befolkningen dessa bombkapslar till "Molotovs brödkorgar(fi)" (finska: Molotovin leipäkori).
De finländska soldaterna svarade senare på detta genom att kalla sina brännflaskor för "Molotovs cocktail" (finska: Molotovin cocktail) som ett komplement till hans brödkorgar, sedermera hopslaget till Molotovcocktail. Finlands framgång med vapentypen mot den överlägsna Röda armén gjorde namnet ökänt internationellt redan samma år.
Benämningen förkortas vanligen till molotov, eller "mollo/molly"  i talspråk, framförallt inom datorspel.

### Synonymer och smeknamn
Vapnet som oftast kallas molotovcocktail går under en mängd olika namn och smeknamn runt om i världen, mestadels av beskrivande karaktär.
Några exempel är:

- Bensinbomb – på grund av att bensin är en vanlig fyllning
- Bensinflaska
- Bensingranat
- Brandbomb – ej att förväxla med egentliga brandbomber
- Brandflaska
- Brandgranat – ej att förväxla med egentliga brandgranater
- Brinnande flaska
- Brännflaska
- Bränngranat
- Bränslebomb – på grund av att flytande bränsle är en vanlig fyllning
- Eldbomb
- Eldflaska
- Eldgranat
- Flamflaska
- Flaskbomb
- Flaskgranat
- Fattigmansgranat – på grund av dess improviserade natur.

### Militärnomenklaturer
- Finland – finska: polttopullo (brännflaska)[8][9] – finlandssvenska: brännflaska[10]
- Japan – japanska: 火炎瓶, kaenbin (flamflaska)[2]
- Nazityskland – tyska: Brandflasche (brandflaska) – Brandhandgranate (brandhandgranat)[11]
- Sovjetunionen – ryska: зажигательная бутылка, tr. zazjigatelnaja butylka (brandflaska) – бутлыка с горючей жидкостью, tr. butlyka s gorjutjej zjidkostju (flaska med brandvätska)[12]
- Sverige – brännflaska[3][13][12]
- USA – engelska: frangible grenade (fragil handgranat)[14] – incendiary frangible grenade (fragil brandhandgranat)[15] – incendiary bottle grenade (brandflaskhandgranat)[16]

## Konstruktion
Till konstruktionen består brännflaskor traditionellt av en fragil glasbehållare som försetts med brandfyllning och antändningsmedel, samt i vissa fall barlast. 

### Fyllning
Brännflaskor förekommer med flera olika typer av fyllning. En brandfyllning består traditionellt av antändlig vätska som deponerats i flaskans innandöme. Vätskan består vanligen av olja, bensin eller alkohol (metanol eller etanol), alternativt en blandning av vätskor. Det finns även exempel där brandfyllningen består av ämnen menade att antändas på kemisk väg.
För att förbättra vapnets kastegenskaper kan del av flaskans fyllning bytas ut mot barlast. Ett exempel på detta är att fylla del av flaskan med viss mängd sand (upp till en ⅓ av flaskans inre volym).
Utöver brandfyllning förekommer flaskor apterade med alternativa laddningar för andra syften. Ett exempel på detta är att fylla flaskor med rökämne (laddningar ämnade att bilda rökridåer) för att skapa så kallade "rökflaskor", en alternativ form av rökhandgranat. Exempel på sådan laddning är röksyra bestående av svaveltrioxid löst i klorsulfonsyra. Sådan kräver ej antändningsmedel, utan antänder sig själv i kontakt med luft när flaskan går sönder.

### Antändningsmedel
Tändanordning består traditionellt av en förslutande flaskpropp med veke eller liknande som apteras i flaskans mynning. För god verkan brukar veken gå igenom flaskan och ut en viss längd från mynningen. För tändning antänds den yttre veken, varvid proppen ska blockera lågan från att komma in i brandfyllningen före anslag. Provisoriska antändningsmedel använder ofta en tygtrasa doppad i fotogen eller alkohol som både veke och propp. Om brandfyllningen består av lättare vätska kan veken använda kapillärkraft för att driva vätskan genom veken efter tändning likt en fotogenlampa och därmed brinna längre vid behov. 
En alternativ antändningsmetod till veke är att fästa stormtändstickor på sidorna om flaskan. Stocktändstickor är praktiska för vinterkrigföring och liknande då de är utfodrade med större mängd tändsats för att brinna under längre tid och inte slockna i blåst eller kyla. Stormtändstickorna kan även låtas brinna ut vid behov eftersom de gentemot vekar inte ligger i kontakt med brandfyllningen och relativt enkelt kan ersättas. Detta möjliggör bredare flexibilitet i strid eftersom användaren kan tända en flaska utan att behöva använda den. Historiskt har två tändstickor per flaska använts, vilket möjliggör två potentiella tändningar i strid.

## Historia

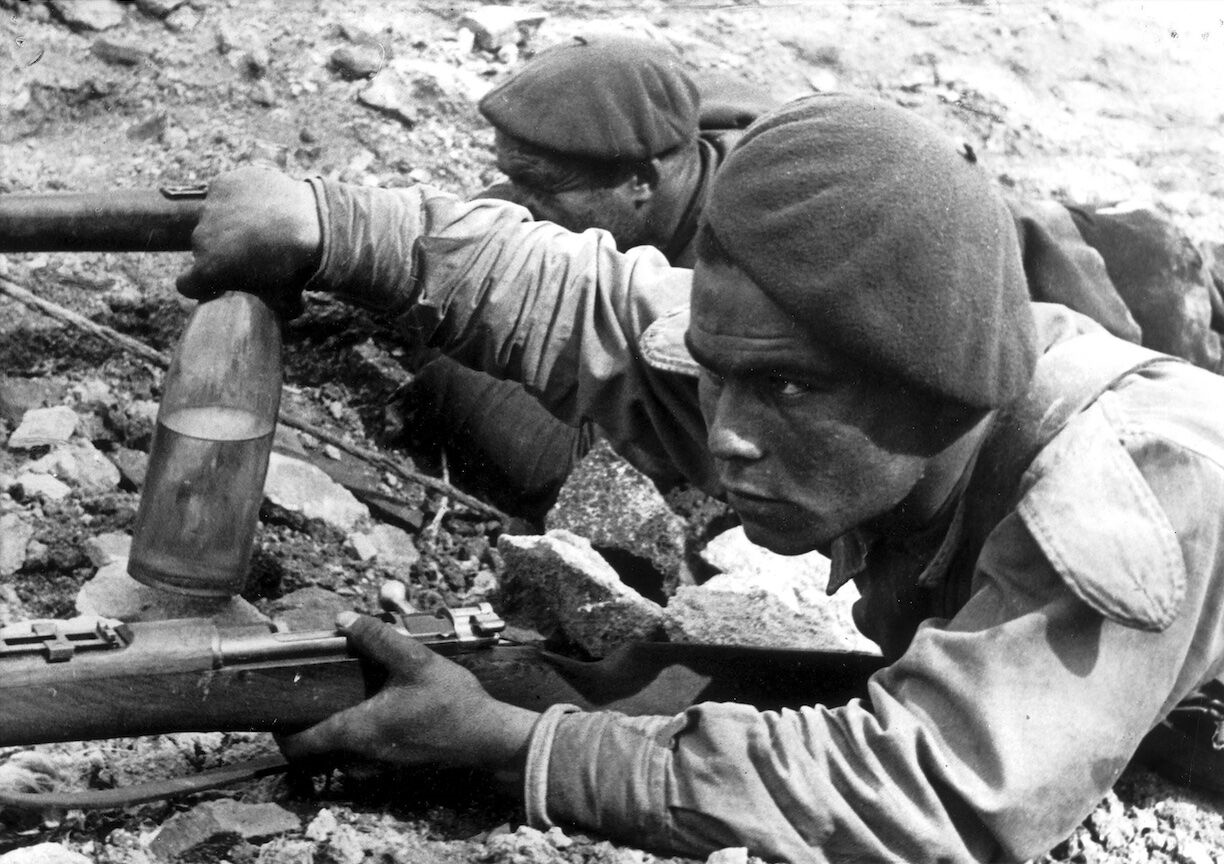
Monarkister under spanska inbördeskriget beväpnade med Mauser-repetergevär och en improviserad brännflaska.

Brännflaskor omnämns för första gången i strider under det spanska inbördeskriget. Kombattanter ska ha använt vinflaskor fyllda med bränsle som improviserade vapen mot pansarfordon, och användningen snappades upp av diverse utländska krigskorrespondenter som tog med sig kunskapen till kommande konflikter. Av dessa kom japanska imperiet att börja bruka brännflaskor i stor skala redan under slaget om Chalchin-Gol 1939 som del av sovjet-japanska gränskriget (1932–1939). Användning av brännflaskor under slaget om Chalchin-Gol hade blandade resultat men tillräckligt god verkan uppnåddes mot stridsvagnar så att brännflaskor blev en del av det japanska infanteriets standardtaktiker mot stridsvagnar fram till andra världskrigets slut.
Det stora uppsvinget för brännflaskor kom under andra världskriget. Vapnet blev berömt då finska armén flitigt använde typen med stor framgång mot röda armén under det finska vinterkriget och fortsättningskriget. Det var även i finskt bruk som vapnet fick sitt ökända namn "molotovcocktail", döpt efter den dåvarande sovjetiske utrikesministern Vjatjeslav Molotov som en förolämpning. Efter att ha mött finska molotovcocktails i strid kom Röda armén senare att använda samma taktik för bekämpande av tyska stridsvagnar  i den tyska invasionen av Sovjetunionen 1941.

Brännflaskor kom att få stor användning på alla sidor under andra världskriget. De var särskilt användbara vid bekämpning av stridsvagnar och för att sänka fiendens moral. Störst effektivitet erhölls mot bensindrivna pansarfordon som lättare kunde sättas i brand än dieseldrivna. En ögonvittnesskildring från Warszawagettots uppror mot den tyska ockupationen år 1943 ger följande beskrivning: 
| ” | De välriktade flaskorna träffar stridsvagnen. Lågorna sprider sig snabbt. En explosion hörs. Fordonet stannar. Besättningen brinner upp levande. De andra två stridsvagnarna vänder och drar sig tillbaka. Tyskarna som gömmer sig bakom dem flyr i panik. Vi tar hand om dem med ett par välriktade skott och granater. | „ |
| – Ögonvittne som rapporterar för Żydowska Organizacja Bojowa (Judiska motståndsrörelsen), 19 april 1943 | |   |

### Japan

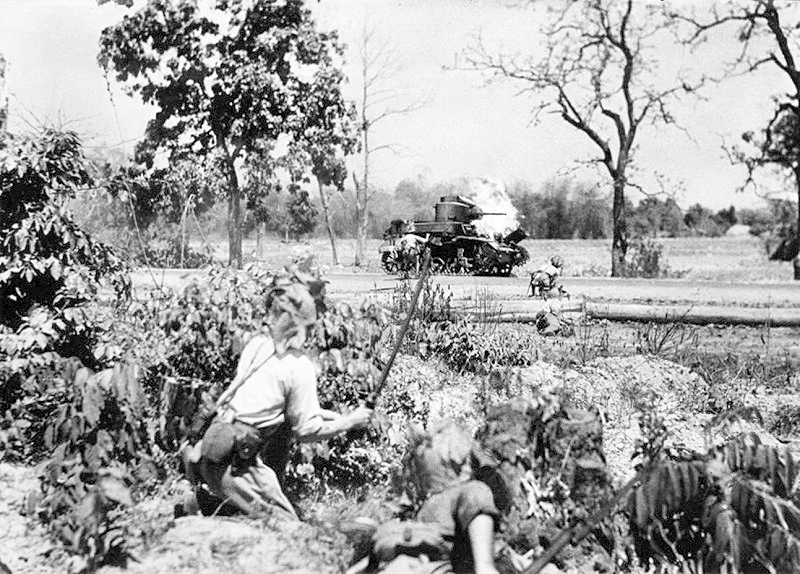
Japanska soldater som attackerar en brittisk Stuart I stridsvagn med Kaenbin brännflaskor, Burma, 1942.

Kejserliga japanska armén var en av de första krigsmakterna att använda brännflaskor i större skala efter det spanska inbördeskriget. Redan under det spanska inbördeskriget hade Japan krigskorrespondenter i Spanien som uppmärksammade verkan av brännflaskor. En sådan korrespondent var major Nishiura Susumu av den kejserliga japanska armén. Susumu hade redan i juli 1937 skickat en rapport om användning av brännflaskor till det japanska fastlandet. Kejserliga armétygförvaltningen var skeptiska till konceptet men Susumu övertygade dem att utföra försök med brännflaskor mot en stationär japansk stridsvagn. Dessa försök misslyckades totalt då vagnen vägrade fatta eld, varav konceptet med brännflaskor skrotades.
Som del av det Sovjet-japanska gränskriget kom dock konceptet med brännflaskor på tal igen under slaget om Chalchin-Gol 1939. Flera japanska regementen saknade helt möjlighet att bekämpa de sovjetiska stridsvagnar som man mötte. Under en kort strid där en sovjetisk stridsvagn jagade en japansk lastbil kastade en japansk soldat ut bränsledunkar från lastbilen i syfte att skapa hinder för den jagande stridsvagnen. Till deras förvåning brast en dunk i lågor när den blev påkörd av den sovjetiska stridsvagnen, vilket möjliggjorde för den japanska lastbilen att fly. Från detta återkom iden att skapa improviserade brännflaskor i syfte att bekämpa pansarfordon. Efter viss organisation och hopsamling av flaskor började det fullt motoriserade 26:e infanteriregementet av den kejserliga japanska armén att producera improviserade brännflaskor i fält till en viss standard. De japanska brännflaskorna var väl genomtänkta för att ha improviserats och producerats i fält. Under försök kom man fram till att flaskan bör fyllas till ⅓ med sand för att ge den barlast och förmågan att kastas korrekt. Resterande ⅔ av flaskans volym fylls med bensin. Som antändningsmedel används en bomullstuss taget från var soldats vapenrengöringskit som stoppas ner i flaskmynningen.
Benämnd "Kaenbin" (japanska: 火炎瓶, "flamflaska"), kom vapnet i händerna på det 26:e infanteriregementet att användas i strid för första gången den 3 juli 1939 som del av den japanska motoffensiven påbörjad den 1 juli. Denna motoffensiv byggde på att korsa floden Chalchin-Gol (benämnd Halha av japanerna) vid dess smalaste punkt genom en pontonbro. Därefter skulle kejserliga japanska 71:e och 72:e infanteriregementet hålla brohuvudet medan det motoriserade 26:e infanteriregementet korsade floden, för att seden cirkla runt de sovjetiska trupperna och omringa dem, samtidigt som de slår ut de sovjetiska artillerireserverna. Denna plan var dock redan på stabsnivå mycket bristfällig och offensiven kom att ta mycket längre tid än planerat. Förseningar startade redan vid pontonbron. Den var byggd 1900 och i dåligt skick. Delar och byggmaterial saknades, varvid bron blev smalare än planerat och pontonerna mer utspridda än önskat. För att inte förstöra bron fick infanteri enbart korsa bron utan packning. Lastbilar fick bara köra en åt gången på hela bron, avlastade. Trots dessa försiktighetsåtgärder krävde bron reparationer var 30:e minut och på morgonen den 3 juli hade bara en bataljon av tre från 26:e infanteriregementet korsat bron. Istället för att vänta in resterande två bataljoner valde japanerna att gå till attack med enbart den bataljon som korsat floden. Sovjeterna reagerade på detta genom att beordra element ur röda arméns 36:e motoriserade gevärsdivisionen (11:e stridsvagnsbrigaden, 7:e motoriserade pansarbrigaden och 24:e motoriserade gevärsregementet) att gå till motattack mot de japanska trupper som hunnit korsat floden. 

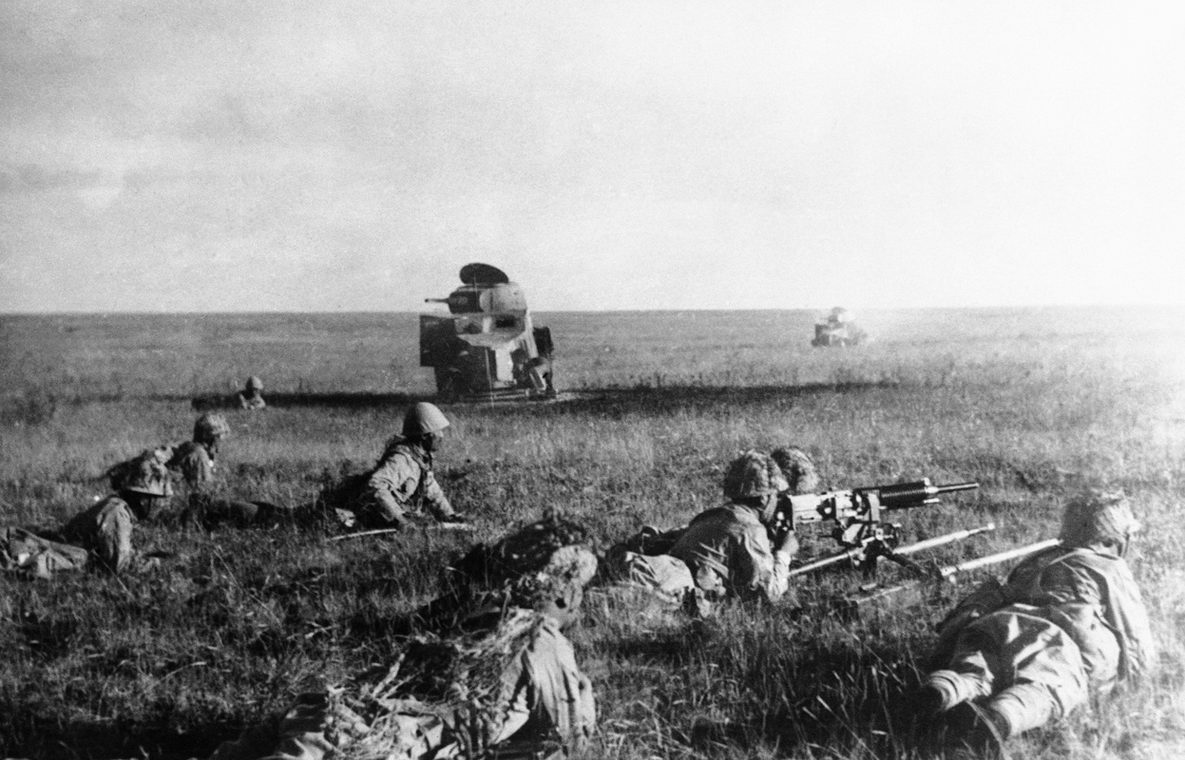
Japanska soldater på slätten i Chalchin-Gol, juli 1939. I bakgrunden syns två utslagna sovjetiska BA-10 pansarbilar.

De sovjetiska trupperna var helt mekaniserade utan infanteri och bestod av 186 stridsvagnar och 266 pansarbilar. Det japanska trupperna saknade helt avsett pansarvärn och hade enbart sina improviserade Kaenbin brännflaskor som hopp att bekämpa pansarfordon. För att kunna använda sina Kaenbin brännflaskor behövde det fientliga pansarfordonen komma inom en 40 meter räckvidd från det japanska infanteriets skytteställningar. Vid denna räckvidd var det tradition för det japanska infanteriet att storma pansarfordon i hopp om att kunna bryta upp besättningsluckor eller få in en handgranat i motorutrymmet. Detta var en problematisk taktik av flera anledningar och den varma solen för striden skulle gjort det omöjligt att klättra upp på de fientliga stridsvagnarnas upphettade stålpansar utan skyddsutrustning. Förhoppningar fanns att Kaenbin brännflaskor skulle kunna ersätta denna taktik. När de fientliga pansarfordonen kom inom 40 meters räckvidd började de japanska soldaterna försöka antända sina Kaenbin brännflaskor, men den hårda vinden gjorde detta omöjligt. Till slut blev en japansk soldat så desperat att han kastade sin Kaenbin otänd mot en sovjetisk stridsvagn. Till han och hans kamraters förvåning fattade den träffade stridsvagnen eld och slogs ut. Snart kastade fler japanska soldater sina Kaenbin brännflaskor otända och fick samma resultat.
De sovjetiska stridsvagnsbesättningarna verkar inte ha förstått att det var det japanska infanteriet som satte eld på deras stridsvagnar, varför de till stor del ignorerade det japanska infanteriet som ansågs ofarligt, och istället försökte koncentrera sin eld på det mer hotfulla japanska fältartilleriet som sköt från bakom de japanska linjerna. Detta var en grov felbedömning eftersom det japanska fältartilleriet saknade pansarvärnsammunition, varvid det japanska infanteriet enkelt kunde fortsätta bekämpa de sovjetiska stridsvagnarna med brännflaskor. Sovjetisk pansardoktrin bygger på strid med stängda luckor, vilket begränsar fordonsbesättningens synfält till fordonets periskop och synslitsar. Detta skulle gjort det mycket svårt för de sovjetiska pansarbesättningarna att se det närliggande japanska infanteriet runt om vagnarna, varav de troligen inte kunde se eller höra att det var brännflaskor som kastades mot dem i slagfältets kaos av värmedis, virvlande damm och rökmoln. Stor förvirring rådde för båda sidor, men den japanska kommandostrukturen gjorde denna situation idealisk för det japanska infanteriet beväpnade med Kaenbin brännflaskor. I kaoset kunde vilken japansk officer eller underofficer som helst ta kommando över männen i hans närhet, peka ut ett mål, och ge order om samlad eldgivning med Kaenbin brännflaskor mot målet. Under stridens gång blev omständigheterna allt tydligare och sovjetiska stridsvagnsbesättningar började överge sina fordon innan de blivit träffade av brännflaskor i ett försök att fly till fots. Även besättningar som lyckats fly från brinnande fordon försökte dra sig tillbaka till allierade linjer. Utan skydd från pansarfordonen blev bådadera beskjutna av japanska kulsprutor bakifrån.

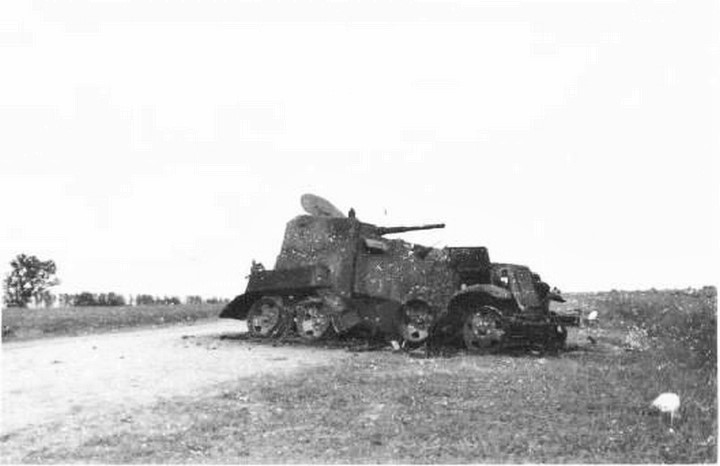
Nedbrunnen sovjetisk BA-10M pansarbil efter den japanska motoffensiven 3 juli 1939. Denna har möjligen förstörts av japanska Kaenbin brännflaskor.

Runt klockan 15:00 på eftermiddagen, bara timmar efter att striden påbörjats, drog sovjeterna till reträtt. De lämnade efter sig ett stort fält av pansarfordon, många i full brand. Dessa kunde brinna i tre till fyra timmar efter att de antänts. Ammunition kunde helt plötsligt koka av i lågorna och slumpmässigt kasta vagnars kanontorn av skrovet, alternativt att finkalibrig ammunition går av som en kulspruta inuti vagnen och vid tillfällen sprutar ut kulor och splitter från olika öppningar i vraket. 83 stycken sovjetiska stridsvagnar hävdades förstörda i strid av 26:e infanteriregementet. Deras befälhavare, överste Shinichiro Sumi, räknade antalet stridsvagnar förstörda i strid till 70 stycken. Totalt nedkämpade den japanska styrkan 230 till 280 stycken sovjetiska pansarfordon under stridens lopp. Det totala antalet pansarfordon som förstördes av Kaenbin brännflaskor är okänt.

Ögonvittnesskildringar från striden beskriver följande hur stridsvagnar träffade av otänd Kaenbin brännflaska brann: 
| ”                                                                              | "...flaskan splittrades, bensininnehållet spreds ut snabbt, och det tunna ytlagret bränsle antändes av värmen från solen och fordonet. Lågor dök upp från botten av vagnen, på samma sätt som tidningspapper brinner, vilket gav intrycket att marken var i brand. När lågorna nått toppen av vagnen avtog elden med en rökpuff, för bränsletanken hade nåtts. Vagnens insida fattade nu eld och brann våldsamt. | „ |
| – Ögonvittnen från kejserliga japanska 26:e infanteriregemente – 03 juli 1939, | |   |

Citat som ovan av överlevare från striden antyder att solens värme kunde hetta upp pansaret hos pansarfordon till nivåer som kan antända bränslet i det japanska brännflaskorna. Detta verkar vara ett missförstånd då återberättarna av denna händelse utelämnar flera detaljer. Till exempel antyds det utifrån bevarad information om ammunitionsanvändning att stridsvagnar som slogs ut av Kaenbin brännflaskor blev träffade av flera stycken flaskor, i genomsnitt cirka tre vardera, även om en exakt siffra är svår att fastställa. Detta skulle innebära att vagnen torde varit helt dränkt i bensin som kan sippra in i varje öppning, såsom motorrummet. I detta tillstånd finns det flera möjliga sätt för bränslet att antändas. Motorns avgaser kan till exempel komma upp i flera hundra grader Celsius efter en längre periods hård körning. På samma sätt, speciellt med stark sol, kan koppling och motor komma upp i skållande heta temperaturer. Om bränslet träffar dessa ytor antänds det och skapar ytterligare värme, vilket skadar metallen och får maskineriet att haverera. Om det når fordonets bränsleförråd får elden mer bränsle och övertänder vagnen.
Kaenbin brännflaskor fortsatte att användas flitigt under resterande delen av sovjet-japanska gränskriget och såg även större användning under stillahavskriget som del av andra världskriget.

### Finland

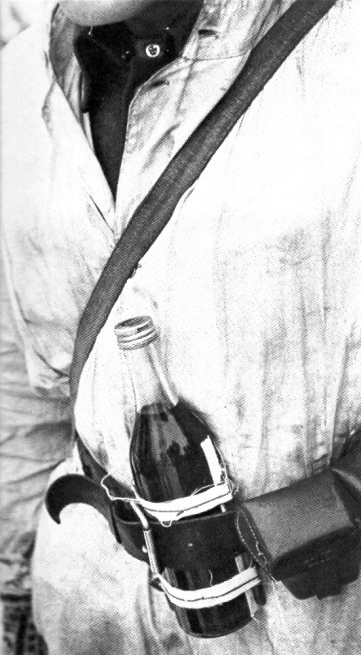
Finsk soldat med en molotovcocktail i patronbältet. Detta exempel har stormtändstickor som antändningsmedel.

När Sovjetunionen anföll Finland 1939 som starten av det finska vinterkriget hade den finska armén bara 32 stycken stridsvagnar och i stort sett inget pansarvärn. I jämförelse hade den röda armén drygt 3000 stridsvagnar och gott om pansarvärnsvapen. För att bekämpa de sovjetiska pansarstyrkorna började den finska armén att producera brännflaskor som kunde kastas in över stridsvagnars motordäck eller in i luftventiler, en taktik som passade väl ihop med den finska arméns gerillakrigföring. Den finska armén kunde dock inte producera brännflaskor tillräckligt snabbt nog för att fylla efterfrågan. Passande nog hade det statligt ägda spritföretaget Oy Alkoholiliike Ab (idag Alko Ab) en tappningslinje som ej var i bruk i Rajamäki, strax utanför Helsingfors. Efter förhandlingar mellan Finlands försvarsminister och två generallöjtnanter kom Finlands alkoholmonopol att bli vapentillverkare.
Spritfabriken i Rajamäki började raskt att tillverka brännflaskor för den finska armén. De brännflaskor som tillverkades var standardiserade och innehöll en brandfyllning bestående av kaliumklorat, toluen och stenkolstjära. Tändningen skedde med hjälp av en svavelsyreampull i flaskhalsen eller av två stycken stormtändstickor på båda sidorna av flaskan. Vid uppsättning av standardiseringen gjordes dock ett stort misstag. De brännflaskor som tillverkades försågs med skruvkorkar märkta "Alko - Rajamäki". Detta ledde snabbt till att Sovjetunionen fick reda på var brännflaskorna tillverkades och som följd flygbombades spritfabriken av det sovjetiska flygvapnet. Enligt vissa källor fälldes uppemot 268 bomber i olika storlekar mot fabriken under vinterkriget. Försvarsministeriet i Finland hade dock förutsett möjligheten att fabriken skulle flygbombas, varvid de rått Alko att införskaffa fyra stycken Bofors 40 mm automatkanon L/60 luftvärnspjäser för att skydda fabriken. Detta visade sig vara effektivt och fabriken klarade sig utan större skador under kriget.
Totalt tillverkade spritfabriken i Rajamäki 542 194 brännflaskor för den finska armén och det finns vissa som säger att Finland inte skulle kunnat stå emot Sovjetunionen som de gjorde utan dessa. Produktion av brännflaskor upphörde i Rajamäki 1953, varvid de återupptog tillverkningen av finsk sprit som Koskenkorva.

### Sverige
I svenska armén fanns under viss tid brännflaska m/40. Den vägde 0,8 kg och hade en 0,4 kg brandfyllning bestående av lättantändlig "tung olja" blandat med bensin. De var ursprungligen fyllda med 1,25 dl olja och 3,75 dl bensin men runt 1944 kom en ny fyllning bestående av 3 dl olja och 2 dl bensin. Som antändningsmedel användes två stycken utvändiga "tändare" monterade på var sida av flaskan. Dessa bestod av tändstickor försedda med 15 cm lång tändsats vilka antändes genom rivning med vanligt tändsticksplån (plån m/43) och brann cirka 30 sekunder. Brännflaska m/40 kom förpackad med monterade tändare och var antingen tomma eller fyllda med viss mängd olja. Svenska arméns 1942 års ammunitionsregisterupplaga nämner 1,25 dl olja medan 1944 års upplaga nämner 4 dl olja.
För övning användes vattenfyllning eller träattrapper.
Vid sides om brännflaska m/40 fanns även en rökflaska m/40. Den vägde 1,35 kg och hade en 1 kg rökfyllning bestående av 5 dl röksyra. Röksyran var självantändlig och antändningsmedel var frånvarande. Svenska försvarets 1979 års preliminära ammunitionsordlista anger röksyra som "rökämne bestående av svaveltrioxid löst i klorsulfonsyra".

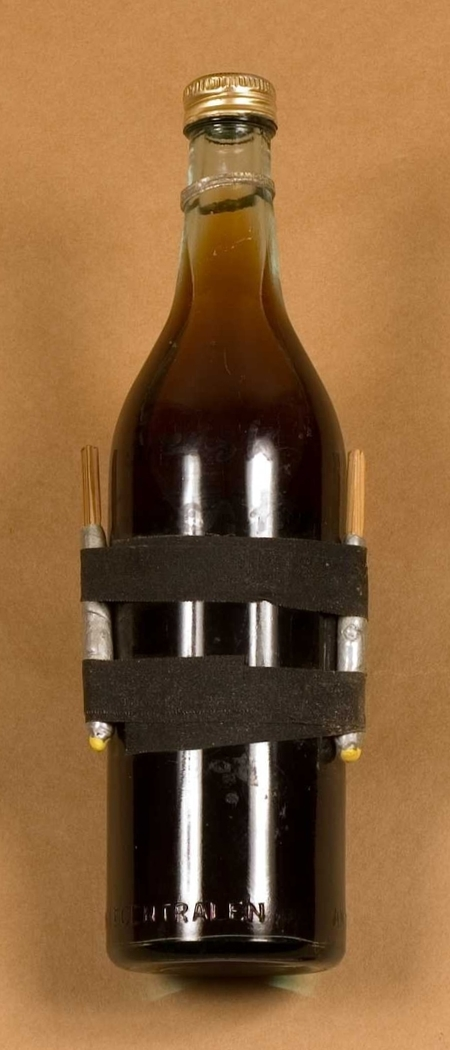
Brännflaska m/40
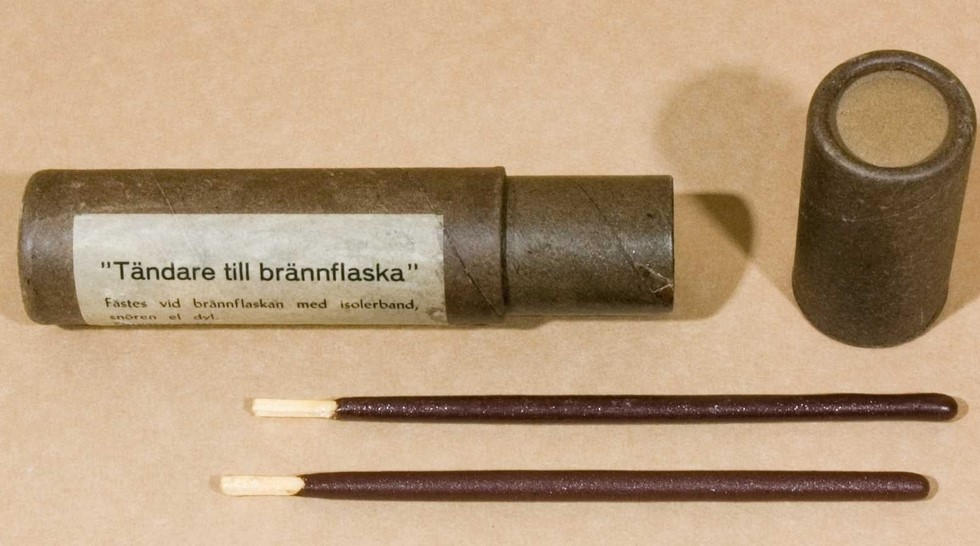
Tändare till brännflaska m/40.

### Ukraina
Under Rysslands invasion av Ukraina år 2022 lagade ukrainare hemgjorda brännflaskor som de kallade för Bandera smoothie efter den kontroversiella ukrainska nationalistledaren Stepan Bandera som kämpade för Ukrainas självständighet mot Polen och Sovjetunionen. Namnet gjordes officiellt av ukrainska staden Lvivs borgmästare.

### Fotnoter
1. ↑  ”Tändare till brännflaska m/40”. digitaltmuseum.se. https://digitaltmuseum.se/011024456946/tandare. Läst 8 februari 2022.
2. 1 2 3 4 5 6 7 8 9 10 11 12 13 14 15 16 17 18 19 20 21 22 23 24 25 26 27 28  ”Kaenbin” (artikel). tanks-encyclopedia.com. 28 juni 2021. https://tanks-encyclopedia.com/kaenbin/. Läst 8 februari 2022.
3. 1 2 3 4 5 6 7 8 9  ”VII: Rök, brand.”. Amregister, Ammunitionsregister för armén. Stockholm: Ammunitionsavdelningen vid tygdepartementets 1. materialbyrå. 1942 års upplaga
4. ↑  ”Användning av namnet "Molotov-cocktail" i svenska dagstidningar 1940”. Kungliga biblioteket (KB). tidningar.kb.se. https://tidningar.kb.se/?q=Molotov%20cocktail&sort=&from=1940-01-01&to=1940-12-31. Läst 12 augusti 2022.
5. ↑  ”Användning av namnet "Molotovcocktail" i svenska dagstidningar 1940”. Kungliga biblioteket (KB). tidningar.kb.se. https://tidningar.kb.se/?q=Molotovcocktail&sort=&from=1940-01-01&to=1940-12-31. Läst 12 augusti 2022.
6. ↑  ”CSGO TERMINOLOGY EXPLAINED ► Counter Strike: Global Offensive Guide for Beginners” (på engelska). GhostGaming. youtube.com. https://www.youtube.com/watch?v=uRtjMx54jq4&t=133s. Läst 10 april 2022.  ”Tidstämpel: 2:13”
7. ↑  ”Vad betyder CS:GO-slang? Vi förklarar termerna inom CS:GO”. blog.betway.se. Arkiverad från originalet den 1 juni 2022. https://web.archive.org/web/20220601053124/https://blog.betway.se/esport/csgo/vad-betyder-csgo-slang-vi-foerklarar-termerna-inom-csgo/. Läst 10 april 2022.
8. ↑  ”Suomessa on yhä kolme aitoa Molotovin cocktailia” (på finska). Ilta-Sanomat. is-fi. https://www.is.fi/kotimaa/art-2000001159984.html. Läst 20 april 2022.
9. ↑   (på finska) (pdf) Sotilaan käsikirja 2020. Helsingfors: Finska försvarsmakten (Suomen puolustusvoimat). sid. 165. https://puolustusvoimat.fi/documents/1948673/2258487/Sotilaan+k%C3%A4sikirja+2020/50d5f534-adfd-8f14-340b-9a340fb5b6b6/Sotilaan+k%C3%A4sikirja+2020.pdf. Läst 20 april 2022
10. ↑   (pdf) Soldatens handbok 2020. Helsingfors: Finska försvarsmakten (Suomen puolustusvoimat). sid. 165. https://puolustusvoimat.fi/documents/1948673/2258487/Soldatens+Handbok+2020/723be370-9d70-345c-4285-09fa2561932e/Soldatens+Handbok+2020.pdf. Läst 20 april 2022
11. ↑  ”Handgranaten” (på tyska). lexikon-der-wehrmacht.de. https://www.lexikon-der-wehrmacht.de/Waffen/handgranaten-R.htm. Läst 20 april 2022.
12. 1 2  Bohm, Victor (1965). Rysk-svensk militärordbok. Uppsala: Försvarsstabens utrikesavdelning. sid. 30. https://runeberg.org/rusv1960/0034.html
13. 1 2 3 4 5 6 7  ”VII: Rök, brand.”. Amregister, Ammunitionsregister för armén. Stockholm: Ammunitionsavdelningen vid tygdepartementets 1. materialbyrå. 1944 års upplaga
14. ↑  ”Frangible grenade”. lexpev.nl. Arkiverad från originalet den 27 september 2022. https://web.archive.org/web/20220927215817/https://www.lexpev.nl/grenades/middleeastasia/japan/frangiblegrenade.html. Läst 22 april 2022.
15. ↑  ”M1 Incendiary, Frangible”. lexpev.nl. Arkiverad från originalet den 2 juli 2022. https://web.archive.org/web/20220702102245/https://www.lexpev.nl/grenades/americas/unitedstates/m1incendiaryfrangible.html. Läst 22 april 2022.
16. ↑   (på engelska) (handbok) TM 9-1985-6 Italian and French Explosive Ordnance, 1953. United States. Department of the Army. 1953. sid. 162. https://archive.org/details/TM9-1985-6/page/n165/mode/2up?q=bottle. Läst 12 augusti 2022
17. 1 2   AMORDLISTA, Preliminär ammunitionsordlista. Försvarets materielverk. 1979. sid. 61. Läst 3 mars 2022
18. ↑  Grauls, Marcel; Swahn, Jan-Öjvind (2002). Bintje och Kalasjnikov : personerna bakom orden  : en uppslagsbok (Ny utg). Bromma: Ordalaget. Libris 8418652. ISBN 9189086376. Sid. 217-218
19. 1 2 3 4  Ilkka Sirén (7 december 2017). ”Finland's National Booze Is Bottled in a Former Molotov Cocktail Factory”. vice.com. https://www.vice.com/en/article/9kdbyv/finlands-national-booze-is-bottled-in-a-former-molotov-cocktail-factory. Läst 7 februari 2022.
20. ↑  Molotovcocktail i Uppslagsverket Finland (webbupplaga, 2012). CC-BY-SA 4.0
21. ↑  ”Är Ukrainas sak vår? | Åbo Underrättelser”. abounderrattelser.fi. 28 februari 2022. https://abounderrattelser.fi/ar-ukrainas-sak-var/. Läst 31 mars 2022.
22. ↑  ”‘I haven’t told my granny’: Ukraine’s student molotov cocktail-makers” (på engelska). the Guardian. 28 februari 2022. https://www.theguardian.com/world/2022/feb/28/i-havent-told-my-granny-ukraines-student-molotov-cocktail-makers. Läst 31 mars 2022.
23. ↑  ”Meatball soup and Molotov cocktails: a dispatch from Ukraine”. The Economist. ISSN 0013-0613. https://www.economist.com/1843/2022/03/01/meatball-soup-and-molotov-cocktails-a-dispatch-from-ukraine. Läst 31 mars 2022.
24. ↑  Admin (28 februari 2022). ”The Molotov cocktail, the people's weapon that will make Vladimir Putin bend?” (på amerikansk engelska). Blaze Trends. https://blazetrends.com/the-molotov-cocktail-the-peoples-weapon-that-will-make-vladimir-putin-bend/. Läst 31 mars 2022.

### Webbkällor
- Svensk uppslagsbok 1955